# Закон Кларка (роман)
«Закон Кларка» — четверта книга із серії оригінальних науково-фантастичних романів за мотивами всесвіту «Вавилон-5», створеної Дж. Майклом Стражинськи; книгу написав Джим Мортимор.

## Стислий зміст
Космічна станція Вавилон 5 — популярний порт заїзду і місцепроживання для багатьох прибульців з усього всесвіту. Дотримання законності та правопорядку в цьому останньому бастіоні миру — це лише один багатьох з небезпечних обов'язків командувача Джона Шерідана, командира-лейтенанта Сьюзен Іванової та начальника служби безпеки станції Майкла Гарібальді. Тучанки (Tuchanq) — нещодавно виявлена гуманоїдна раса — можуть стати важливим союзником Земного Альянсу, очолюваного президентом Кларком. Тому капітан Шерідан радий вітати їх послів на Вавилоні-5, не знаючи, що серед них Д'Арк — вбивця, що переховується від правосуддя, яка сподівається втекти в інші світи галактики, що нічого не підозрюють.
Одначе суворі закони космосу приготували іншу долю для Д'Арк. Жахлива подія знищує її особистість і все зло, яке було вже у ній, залишивши по собі люблячу, невинну істоту з розумом дитини. Ця істота має померти, тому що президент Кларк, що плете свою мережу інтриг і планів, лідер із власною таємною програмою, наказав негайно стратити її. Так що тепер під тиском головного лікаря Вавилона-5 доктора Стівена Франкліна, який просить Шерідана не дотримуватися цієї постанови Кларка, капітан повинен пройти через найскладніше випробування його характеру і куди складніше випробування його людяності, яке може безславно закінчити його кар'єру або ж стати сяючим нагадуванням того, що це значить — бути людиною.